# Winton, Minnesota
Winton är en ort i Saint Louis County i Minnesota. Orten har fått sitt namn efter William Winton som var verksam inom timmerbranschen. Enligt 2020 års folkräkning hade Winton 169 invånare.